# Флорешть (Кеюць, Бакеу)
Флорешть, Флорешті (рум. Florești) — село у повіті Бакеу в Румунії. Входить до складу комуни Кеюць.
Село розташоване на відстані 207 км на північ від Бухареста, 39 км на південь від Бакеу, 117 км на південний захід від Ясс, 124 км на північний захід від Галаца, 117 км на північний схід від Брашова.

## Населення
За даними перепису населення 2002 року у селі проживали 63 особи, усі — румуни. Усі жителі села рідною мовою назвали румунську.